# Sain-Bel
Sain-Bel [sɛ̃ bɛl] ist eine französische Gemeinde mit 2.568 Einwohnern (Stand: 1. Januar 2022) im Département Rhône in der Region Auvergne-Rhône-Alpes. Sie gehört zum Arrondissement Villefranche-sur-Saône und zum Kanton L’Arbresle.

## Geographie
Sain-Bel liegt etwa 20 Kilometer westnordwestlich von Lyon an der Brévenne und in der Landschaft Beaujolais und gehört zum Weinbaugebiet Coteaux du Lyonnais. Umgeben wird Sain-Bel von den Nachbargemeinden L’Arbresle im Norden, Éveux im Nordosten, Sourcieux-les-Mines im Osten, Saint-Pierre-la-Palud im Südosten, Chevinay im Süden sowie Savigny im Westen.

## Bevölkerungsentwicklung
| Jahr                       | 1962 | 1968 | 1975 | 1982 | 1990 | 1999 | 2006 | 2012 |
| Einwohner                  | 1851 | 1798 | 1605 | 1761 | 1892 | 1919 | 2148 | 2271 |
| Quellen: Cassini und INSEE |      |      |      |      |      |      |      |      |

## Verkehr

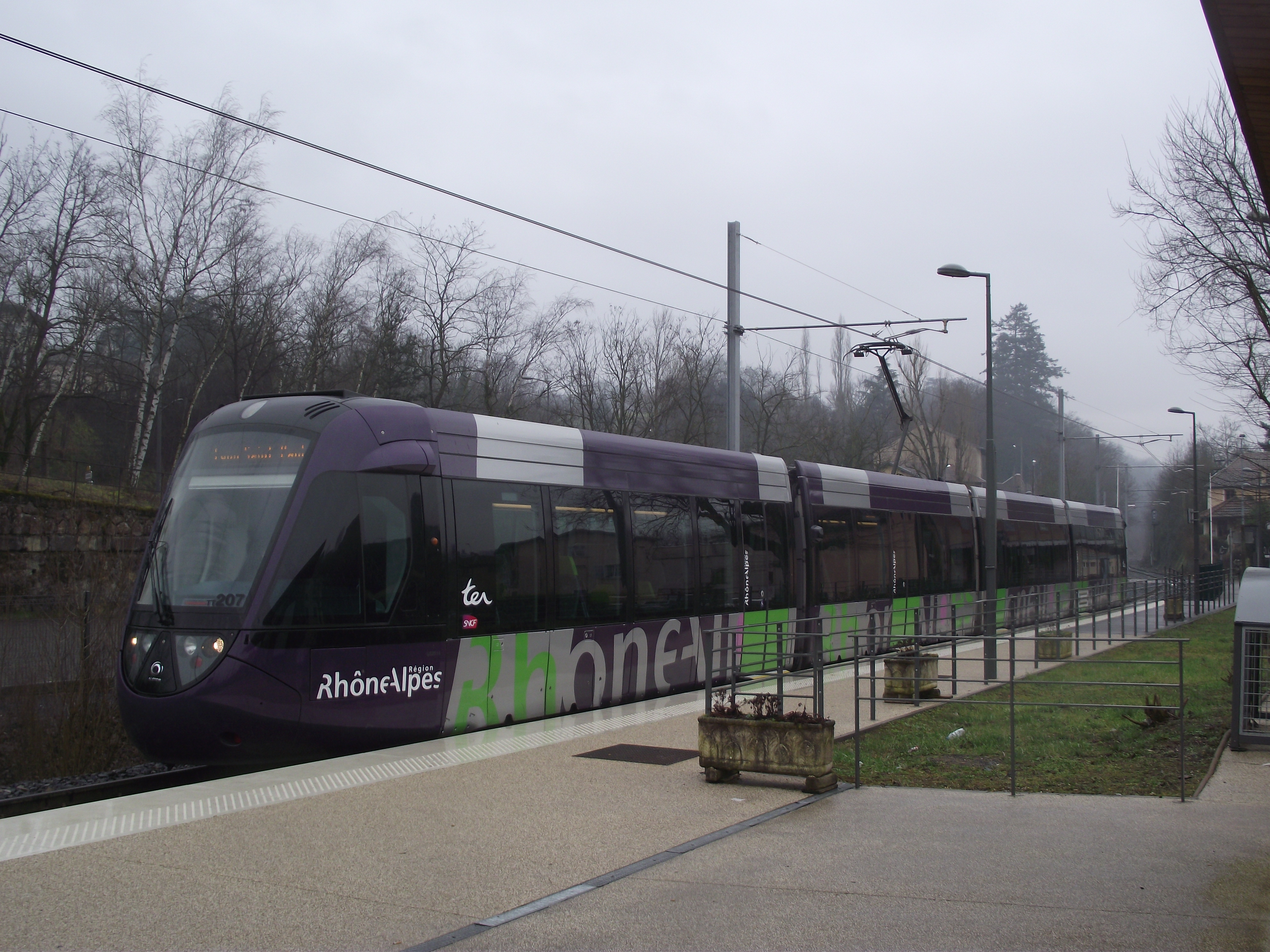
Zug des Tram-train de l’Ouest lyonnais im Bahnhof Sain-Bel

Sain-Bel hat einen Bahnhof an der Bahnstrecke Lyon-Saint-Paul–Montbrison. Seit 2012 ist er einer der Endpunkte des Tram-train de l’Ouest lyonnais.

## Sehenswürdigkeiten
- Kirche Jean-Baptiste aus dem Mittelalter (Monument historique), abgelöst durch einen modernen Kirchbau aus dem 19. Jahrhundert
- Schloss Montbloy aus dem 13./14. Jahrhundert, Monument historique
- Häuser aus dem 14. und 15. Jahrhundert

|  |  |